# Sunwu
Der Kreis Sunwu (chinesisch 孙吴县, Pinyin Sūnwú Xiàn) ist ein chinesischer Kreis, der zum Verwaltungsgebiet der bezirksfreien Stadt Heihe in der Provinz Heilongjiang gehört. Sunwu hat eine Gesamtfläche von 4.742 km² und zählt 73.387 Einwohner (Stand: Zensus 2020). Sein Hauptort ist die Großgemeinde Sunwu (孙吴镇).